# Тосмен
Футбольный клуб «Тосмен» Санкт-Петербург основан в 1916 году как спортивный кружок «ПТЧ» (почтово-телеграфных чиновников).
3 мая 1917 года изменил название на «Тосмен» (телеграфное общество спортсменов). С 1923 года выступал под названием «Нарсвязь». Цвета формы — синий и белый.